# Humphry Osmond
Humphry Fortescue Osmond (1 de julio de 1917 en Surrey- 6 de febrero de 2004 en Appleton, Wisconsin, Estados Unidos), fue un psiquiatra inglés que se expatrió a Canadá y luego se mudó a trabajar a los Estados Unidos. Es conocido por inventar la palabra Psicodelia y por su investigación sobre aplicaciones interesantes y útiles para las drogas y fármacos psicodélicos. Osmond también exploró aspectos de la psicología de los entornos sociales, en particular, cómo influyeron en el bienestar o la recuperación en las instituciones mentales.

## Biografía
Cursó las primeras letras en Haileybury. De joven trabajó en el Guy's Hospital Medical School de la Universidad de Londres. Durante la II Guerra Mundial permaneció en el sector del Ejército de la Marina (Royal Navy). 
En 1953 Osmond provee a Aldous Huxley de varias dosis de mescalina, tras lo que Huxley escribirá su ensayo Las Puertas de la Percepción.
Osmond presentó el término psychedelic en una reunión de la Academia de Ciencias de Nueva York en 1957, afirmando que la palabra significaba "lo que manifiesta el alma" y lo definió como "claro, eufónico e incontaminado por otras asociaciones". Huxley había enviado a Osmond una rima que contenía su propia sugerencia como definición: "para hacer sublime este mundo trivial, tomar medio gramo de phanerothyme" (Thymos significa ánimo en griego).

## Muerte
Humphry Osmond murió de una arritmia cardíaca el 6 de febrero de 2004 a los 87 años.
- Datos: Q1275370